# Phragmatobia elisabethae
Phragmatobia elisabethae är en fjärilsart som beskrevs av Kotzsch 1937. Phragmatobia elisabethae ingår i släktet Phragmatobia och familjen björnspinnare. Inga underarter finns listade i Catalogue of Life.